# Itóova buňka

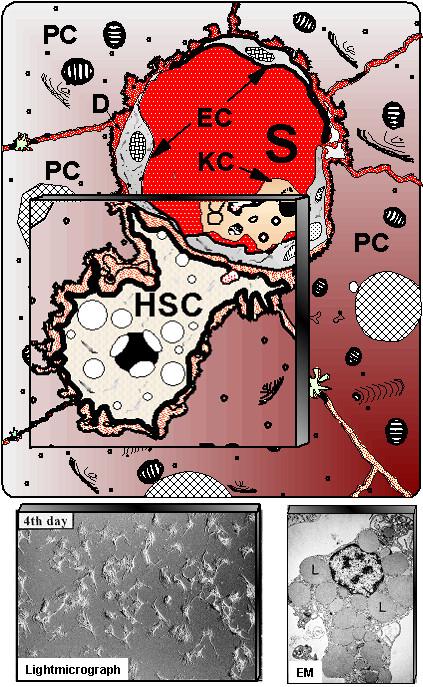
Itóova buňka

Itóovy buňky (též buňky stelární, někdy lipocyty; podle japonského anatoma 伊東 俊夫 Itó Tošio 1904–1991) jsou typickými buňkami subendotelového prostoru jater (rovněž znám pod názvem perisinusoidový prostor Disseův). Ve svých vakuolách ukládají vitamín A a jsou důležitým činitelem v procesu regenerace poškozených jater, nicméně neméně významnou úlohu hrají i v procesech patologických.

## Vzhled
Tvar Itóových buněk je hvězdicovitý, odtud i jejich alternativní název – buňky stelární. Vedle četných lipidových kapének obsahují filamenta aktinu, myosinu a desminu. Za patologických stavů svůj vzhled mění a spíše se podobou přibližují fibroblastům, či myofibroblastům.

## Funkce
Pro Itóovy buňky je typické ukládání vitaminu A (je zde soustředěno 50–80 % vitaminu A v celém těle) v tukových kapénkách ve formě retinyl esteru. Ve fyziologických podmínkách je udržování homeostázy vitaminu A těmito buňkami nezastupitelné.
Itóovy buňky produkují růstový faktor, který je podstatnou složkou při regeneraci jater – vyvolává dělení jaterních buněk a tím nahrazení jaterní tkáně. Nicméně opakované poškození jater vede během své regenerace rovněž ke zmnožení vaziva a společně s dalšími procesy k fibrotizaci (viz níže). Schopnost nahrazení jaterní tkáně u některých laboratorních zvířat je velice vysoká – např. u potkana mohou játra nahradit až 75 % své hmoty za 1 měsíc.

## Patologie
Kromě své regenerační funkce jsou však Itóovy buňky rovněž zásadním činitelem v procesu fibrotizace, jež vede až k cirhóze. V poškozené jaterní tkáni se v místě léze tyto buňky nakumulují a začnou produkovat zvýšené množství fibrózní matrix. Ta za účasti cytokinů redukuje tvorbu klasické matrix. Aktivované Itóovy buňky se schopností kontraktility mohou při zvýšení kontrakce snížit průtok krve játry. Fibróza je původně reverzibilní, ale postupem času přechází do nevratného stádia.